# Colm Callan
Pour les articles homonymes, voir Callan (homonymie).
Pas d'image ? Cliquez ici

a Compétitions nationales et continentales officielles uniquement.

b Matchs officiels uniquement.
Dernière mise à jour le 21 janvier 2024.
Colm Callan, est né le 6 janvier 1923 à Port, Comté de Louth (Irlande) et mort le 30 mai 2010 à Dublin. C’était un ancien joueur de rugby à XV, qui a joué avec l'équipe d'Irlande de 1947 à 1949, évoluant au poste de deuxième ligne. 
Il obtient 10 sélections nationales avec l'équipe d'Irlande.

## Équipe nationale
Il obtient sa première cape internationale avec l'équipe d'Irlande le 25 janvier 1947, à l'occasion d'un match du Tournoi contre l'équipe de France. Son dernier match a lieu le 12 février 1949 contre l'Angleterre.
Il participe au Tournoi des Cinq Nations de 1947 à 1949. Il remporte le Grand Chelem en 1948 au sein d'une brillante équipe qui gagne une autre fois en 1949 le Tournoi.

## Palmarès
- 10 sélections
- Sélections par année : 4 en 1947, 4 en 1948, 2 en 1949
- Tournois des Cinq Nations disputés: : 1947, 1948, 1949.